# Пассионеи, Доменико Сильвио
Доменико Сильвио Пассионеи (итал. Domenico Silvio Passionei; 2 декабря 1682, Фоссомброне, Папская область — 5 июля 1761, Монте-Порцио-Катоне, Папская область) — итальянский куриальный кардинал, папский дипломат и доктор обоих прав. Про-секретарь Священной Конгрегации Пропаганды Веры с ноября 1720 по январь 1721. Титулярный архиепископ Эфеса с 16 июля 1721 по 23 июня 1738. Апостольский нунций в Швейцарии с 30 июля 1721 по 23 декабря 1730. Апостольский нунций в Австрии с 23 декабря 1730 по март 1738. Секретарь апостольских бреве с марта 1738 по 5 июля 1761. Про-библиотекарь Святой Римской Церкви с 10 июля 1741 по 22 января 1755. Камерленго Священной Коллегии кардиналов с 29 января 1748 по 20 января 1749. Библиотекарь Святой Римской Церкви с 22 января 1755 по 5 июля 1761. Кардинал-священник с 23 июня 1738, с титулом церкви Сан-Бернардо-алле-Терме с 23 июля 1738 по 17 февраля 1755, in commendam с 17 февраля 1755. Кардинал-священник с титулом церкви Санта-Прасседе с 17 февраля 1755 по 12 февраля 1759. Кардинал-священник с титулом церкви Сан-Лоренцо-ин-Лучина с 12 февраля 1759. Кардинал-протопресвитер с 12 февраля 1759. 